# Mannum
Mannum è una città dell'Australia Meridionale (Australia); essa si trova 80 chilometri ad est di Adelaide ed è la sede della Municipalità di Mid Murray. Al censimento del 2006 contava 2.042 abitanti.